# Zingiberaceae
Por "zinguiberoide" quizás esté buscando Grupo de familias zinguiberoides
Zingiberaceae es una familia de plantas herbáceas. Cuenta con más de mil especies repartidas en medio centenar de géneros. Muchas especies tienen valor etnobotánico, sea como especias (entre ellas el jengibre, Zingiber officinale, la cúrcuma, Curcuma longa y el cardamomo, Elettaria cardamomum) u ornamental (como Alpinia y Hedychium). 

## Descripción
Son plantas herbáceas perennes que se caracterizan por poseer hojas dísticas, un único estambre con dos tecas, y un labelo petaloide derivado de dos estaminodios. Son aromáticas picantes, con células secretoras dispersas que contienen aceites esenciales, varios terpenoides, y compuestos fenil-propanoides.  Tienen tallos rizomatosos de ramificación simpodial y pelos simples..
Hojas alternas y dísticas, sin formar brotes basales ni terminales, simples, de margen entero, usualmente pecioladas, con una lámina bien desarrollada, venación peni-paralela, base envainadora (vainas formando un pseudotallo en algunos taxones), y normalmente una lígula. El pecíolo con canales aeríferos, estos separados en segmentos por diafragmas compuestos por células de forma estrellada. Sin estípulas. Un pulvino presente en Zingiber.
Inflorescencias indeterminadas, pero compuestas por unidades determinadas cimosas que nacen en la axila de brácteas usualmente inconspicuas. También pueden ser una espiga, racimo, tirso, o flores solitarias.
Presentan flores hermafroditas, marcadamente zigomorfas (bilaterales), bracteadas y epíginas.
El cáliz es de 3 sépalos (a veces llamados tépalos externos) connados (3-lobado), imbricados. 
La corola consta de 3 pétalos (a veces llamados tépalos internos) connados (3-lobado), con un lóbulo muchas veces más largo que los demás, imbricado.
Androceo de un solo estambre fértil, medio posterior en posición, surcado, agarrado al estilo que está dentro del surco. La antera del estambre fértil es de dehiscencia longitudinal o poricida, diteca. Usualmente 4 estaminodios, 2 de ellos (los del verticilo interno) largos, connados, y formando una estructura como un labio llamada labelo; y 2 de ellos (los del verticilo externo) más cortos, estos separados en los linajes más recientes, o connados con los 2 estaminodios largos en los linajes más antiguos (condición compartida con Costaceae). El tercer estambre del verticilo externo está ausente.
Polen monosulcado o sin aperturas, exina muy reducida.
Gineceo de 3 carpelos (el medio anterior), connados, ovario ínfero, con usualmente placentación axilar, o puede haber placentación parietal. Estilo terminal, posicionado dentro del surco del filamento del estambre fértil y se continúa en el surco formado entre los sacos de polen de la antera. 1 estigma con forma de embudo. 1-3 lóculos. Óvulos más o menos numerosos, anátropos, bitégmicos.
Hay 2 nectarios posicionados en la parte superior del ovario.
El fruto es una cápsula seca a carnosa, loculicida o indehiscente, o una baya. Las semillas son usualmente ariladas, están presentes el endosperma y el perisperma que son ricos en almidón.

## Diversidad
La diversidad taxonómica de Zingiberales está presentada en la flora global hasta géneros editada por Kubitzki (1998). En cada región hay floras locales, en las regiones hispanoparlantes esperablemente en español, que si se encuentran en la región, describen los Zingiberales y los géneros y especies de Zingiberaceae presentes en la región que la flora abarca, que pueden ser consultadas en instituciones dedicadas a la botánica con bibliotecas accesibles al público como los jardines botánicos. Las floras pueden ser antiguas y no encontrarse en ellas las últimas especies descriptas en la región, por lo que una consulta a la última literatura taxonómica primaria (las últimas monografías taxonómicas, revisiones taxonómicas y los últimos inventarios (checklists) de las especies y géneros en la región) o con un especialista local que esté al tanto de ellas puede ser necesaria. Los últimos volúmenes de las floras más modernas usualmente siguen una clasificación basada en el APG -pueden tener algunas diferencias-, pero muchas familias como pueden encontrarse en floras y volúmenes más antiguos sufrieron cambios importantes en los grupos que las componen o incluso en su concepto taxonómico por lo que una comparación con la circunscripción como aquí dada puede ser necesaria para sincronizarlas.
A continuación se repasará brevemente la diversidad de Zingiberaceae. Su función es tener una imagen de cada familia al leer las secciones de Ecología, Filogenia y Evolución.

## Ecología
Son plantas de clima tropical, y están presentes en buena parte de las regiones ecuatoriales del mundo; la mayor concentración y diversidad se encuentra en el sudeste asiático, especialmente Indomalasia. Principalmente se encuentran en hábitats debajo de la canopia de los bosques, sombreados a semi-sombreados, ocasionalmente en tierras húmedas.
Las flores de Zingiberaceae poseen colores y formas diversos y son principalmente polinizadas por insectos (abejas, polillas, mariposas) y también pájaros. 
Muchas especies son de polinización cruzada, pero también ocurre la autopolinización y la reproducción vegetativa. 
En algunas especies de Globba ocurre la reproducción asexual.
Los pájaros son el agente de dispersión más común, las cápsulas carnosas son usualmente coloridas y muchas veces contrastan con las semillas ariladas brillantemente coloridas.

## Filogenia
La monofilia de Zingiberaceae ha sido sostenida por análisis moleculares de ADN (Smith et al. 1993, Kress 1995, Wood et al.2000) y morfología (Kress 1990). La familia está cercanamente emparentada con Costaceae, que muchas veces es incluida dentro de Zingiberaceae como una subfamilia.
Dos linajes tempranamente divergentes, Tamija y Siphonochilus, son distintivos porque sus estaminodios laterales están bien desarrollados y fusionados al labelo. Esto es una condición ancestral, también evidente en la familia hermana, Costaceae. El resto de los géneros pertenece a alguno de dos grandes clados: Alpinioideae (plano de las hojas dísticas perpendicular al rizoma) y Zingiberoideae (plano de las hojas dísticas paralelo al rizoma).

## Taxonomía
- La familia fue reconocida por el APG III (2009), el Linear APG III (2009) le asignó el número de familia 89. La familia ya había sido reconocida por el APG II (2003).

Posee unos 50 géneros con 1000 especies. Los géneros más representados son Alpinia (150 especies), Amomum (120 especies), Zingiber (90 especies), Globba (70 especies), Curcuma (60 especies), Kaempferia (60 especies) y Hedychium (50 especies).
| Subfamilias, tribus y géneros *Subfamilia Siphonochiloideae *Tribu Siphonochileae - Siphonochilus *Subfamilia Tamijioideae *Tribu Tamijieae - Tamijia *Subfamilia Alpinioideae *Tribu Alpinieae - Aframomum - Alpinia - Amomum - Aulotandra - Cyphostigma - Elettaria - Elettariopsis - Etlingera (= Achasma, Geanthus, Nicolaia, Phaeomeria) - Geocharis - Geostachys - Hornstedtia - Leptosolena - Paramomum - Plagiostachys - Renealmia - Siliquamomum - Vanoverberghia *Tribu Riedelieae - Burbidgea - Pleuranthodium - Riedelia - Siamanthus | *Subfamilia Zingiberoideae *Tribu Zingibereae - Boesenbergia - Camptandra - Caulokaempferia - Cautleya - Cornukaempferia - Costus - Curcuma - Curcumorpha - Distichochlamys - Haniffia - Haplochorema - Hedychium - Hitchenia - Kaempferia - Laosanthus - Nanochilus - Paracautleya - Parakaempferia - Pommereschea - Pyrgophyllum - Rhynchanthus - Roscoea - Scaphochlamys - Smithatris - Stadiochilus - Stahlianthus - Zingiber - Tribu Globbeae - Gagnepainia - Globba - Hemiorchis - Mantisia |

## Importancia económica
La familia contiene muchas especies importantes como especias picantes, incluyendo a Zingiber (el jengibre es Zingiber officinale), Curcuma (como Curcuma domestica), Amomum y Elettaria (como Elettaria cardamomum, el cardamomo). 
Los rizomas de muchas especies de Curcuma son usados como fuente de almidón. 
Alpinia, Curcuma, Hedychium (flor mariposa), Globba, Nicolaia, Renealmia y Zingiber contienen especies ornamentales.